# Tystnadens historia och andra essäer
Tystnadens historia och andra essäer är en samling historiska essäer skrivna av Peter Englund år 2003.
Samlingen består av fjorton essäer som behandlar "den lilla historien", det man kan kalla vardagshistoria eller den lilla människans historia, och har kultur- eller mentalitetshistoriska motiv. Detta har Englund alltid skildrat som inslag i sina berättelser, men denna bok behandlar enbart den lilla historien i form av vardagsföremål och vanor.
Boken har bland annat översatts till norska och finska.